# Neohipparchus variegata
Neohipparchus variegata là một loài bướm đêm trong họ Geometridae.